# Trypeta aberrans
Trypeta aberrans är en tvåvingeart som först beskrevs av Hardy 1973.  Trypeta aberrans ingår i släktet Trypeta och familjen borrflugor.
Artens utbredningsområde är Vietnam. Inga underarter finns listade i Catalogue of Life.